# آریا (نرم‌افزار)
آریا۲ (به انگلیسی: Aria2) نرم‌افزار مدیریت دانلود برای خط فرمان و کدباز و آزاد است. این نرم‌افزار چند پروتکل و قابل نصب بر روی سیستم‌عامل لینوکس است.
آریا۲ از پروتکل‌های اچ‌تی‌تی‌پی و اچ‌تی‌تی‌پی‌اس، اف تی پی، بیت تورنت پشتیبانی می‌کند.